# Snakes (peuple)

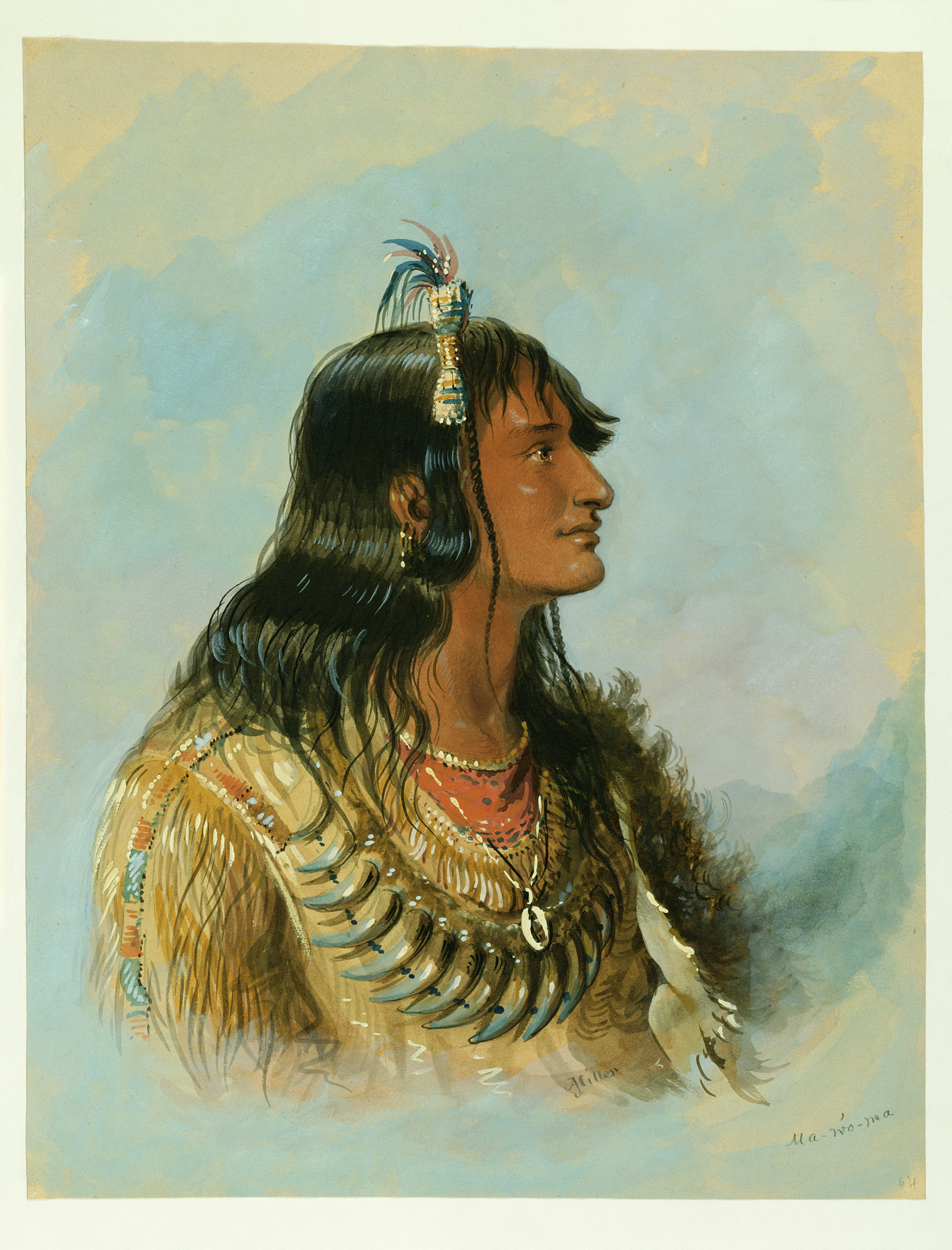
Ma-wo-ma, chef de 3000 Amérindiens Snakes, portrait de Alfred Jacob Miller.

Les Snakes est un nom collectif donné aux tribus amérindiennes Païutes du nord, Bannocks et Shoshones.
Le terme français a été utilisé dès 1739 par le commerçant et explorateur Pierre Gaultier de Varennes, Sieur de la Verendrye quand il a décrit la langue des Gens du Serpent (« Snake people ») apparenté au mandan. C'est probablement la première mention écrite du peuple Shoshone. Le terme « Serpents » est également utilisé pour désigner le shoshone décrit par les explorateurs britanniques David Thompson et Anthony Henday.
Ce terme a été largement utilisé par les immigrants américains sur le piste de l'Oregon, dans les vallées des rivières Snake et Owyhee, dans le sud de l'Idaho et l'est de l'Oregon. Le terme « Snakes » inclut plus tard les tribus Païute du nord rencontrées dans les bassins situés entre la chaîne des Cascades et les vallées de l'Oregon, du nord du Nevada et nord-est de la Californie. Ces tribus combattirent les milices des États de la Californie, de l'Oregon et Washington ainsi que l'US Army, lors de la guerre des Snakes.